# Liberators: Fighting on Two Fronts in World War II
Liberators: Fighting on Two Fronts in World War II è un documentario del 1992 diretto da William Miles e Nina Rosenblum candidato al premio Oscar al miglior documentario.